# Pere Tuyet i Casafont
Pere Tuyet i Casafont   (Berga, 27 d'octubre de 1913 - 15 de gener de 1937) fou un poeta berguedà llicenciat en teologia. Fou ordenat sotsdiaca. Morí afusellat per la seva condició de religiós durant la guerra civil espanyola a l'edat de 23 anys.
Se l'ha comparat, entre d'altres, amb Salvat-Papasseit o Màrius Torres. Juntament amb Josep Maria Claret i Huch i Climent Peix i Armengou formen un grup literari molt cohesionat dins la intel·lectualitat berguedana del moment. Part de la seva obra està publicada conjuntament amb la de Climent Peix i Josep Maria Claret al llibre poesia escollida, d'Edicions L'Albí. Tot i que va morir jove, va deixar una obra admirable. Com a poeta combina el moviment romàntic, el noucentista i arriba a incloure pinzellades surrealistes. Fou un enamorat de Catalunya i de Berga i plasmant-ho als seus poemes.

## Obres
- Poemes, diaris i altres escrits (1975)
- Poesia escollida (1987) (antologia d'autors catalans)[2]
- Prosa escollida (1990) (antologia d'autors catalans)